# Megapyge
Megapyge es un género de arañas cangrejo de la familia Thomisidae. Contiene una sola especie, Megapyge rufa. La especie fue descrita por el italiano Lodovico di Caporiacco en 1947.
Aparece registrado en una sección de la publicación Monitore zoologico italiano, 56.

## Distribución
Se distribuye por América del Sur, enLodovico di Caporiacco Guyana.